# Christian Andersen (cyclisme)
Pour les articles homonymes, voir Christian Andersen et Andersen.
Christian Andersen est un coureur cycliste danois né le 18 juin 1967 à Viborg. Il a évolué notamment au sein de l'équipe Home-Jack & Jones à la fin des années 1990, et a remporté durant sa carrière le Grand Prix de Buchholz et le Giro del Mendrisiotto. Il est actuellement directeur sportif de l'équipe ColoQuick-Cult.

## Palmarès

### Amateur
- 1985
  - 3e du championnat du Danemark sur route juniors
- 1988
  - 3e du championnat du Danemark sur route amateurs
- 1990
  - 5e étape du Tour de Belgique amateurs
  - Prix des Vins Nouveaux
  - 3e du Grand Prix de l'Équipe et du CV 19e
- 1991
  - 6e étape du Tour des régions italiennes
  - Paris-Vierzon
- 1992
  - 4e étape du Tour des régions italiennes
  - 4e étape de la Milk Race
  - 3e du Grand Prix des Flandres françaises
- 1993
  - 5e et 7e étapes de la Milk Race
  - Giro del Mendrisiotto
- 1994
  - 4eb étape du Rothaus Regio-Tour
  - 2e du championnat des Pays nordiques sur route

### Professionnel
- 1995
  - Grand Prix de Buchholz
  - 1re étape du Tour des régions italiennes
  - 5e étape du Tour d'Autriche
  - 1re étape du Grand Prix Guillaume Tell
- 1996
  - 3e étape du Tour de Rhénanie-Palatinat
- 1998
  - 2e étape de l'Étoile de Bessèges
  - 3e du championnat du Danemark du contre-la-montre par équipes
- 1999
  - 9e étape du Herald Sun Tour